# Бямбин Ринчен
В това монголско име Бямбин е презиме, а Ринчен е лично име.
Еншьообю овогт Бямбин Ринчен (на монголски: Еншөөбү овогт Бямбын Ринчен) е монголски писател и учен, първият академик в страната, лауреат на Държавната награда на Монголия.
Той сред основоположниците на съвременната монголска литература, преводач на литература и учен в разни области на монголските проучвания, най-вече в лингвистиката.
Роден е през 1905 г. в Алтанбулаг сум (Селенге) в област Селенге, Монголия (по други данни: в Болшой луг, Бурятия, Руска империя).
Владее отлично руски, чешки, френски, английски, немски и есперанто.

## Писател
Написал е много романи и къси разкази, включително класически произведения като:
- „Ану хатан“ (Кралица Ану),
- „Заан Залуудай“,
- „Их нүүдэл“ (Голямото преселение),
- „Бэр цэцэг“ (Цветето и булката),
- „Нууцыг задруулсан захиа“ (Предателско писмо),
- „Шүхэрч Буниа“ (Буниа, парашутистката).

Неговият роман „Yүрийн туяа“ („Зора“) е преведен на руски и чешки.
Като преводач превежда творби на Максим Горки, Владимир Маяковски, Михаил Шолохов, Ги дьо Мопасан и Назъм Хикмет на монголски език, правейки ги известни на по-широка публика.
Написал е също сценарий за филм за Цогт Хун Тайж, който печели Държавната награда в средата на 1940-те години. Той незабавно превежда всички пари от наградата в подкрепа на сираци в Ленинград.

## Учен
През 1956 г. защитава докторат по лингвистика в Университет „Йотвьош Лоранд“ в Будапеща, Унгария на тема: „Граматика на писмения монголски език.“
От 1964 до 1967 г. се занимава с езика на монголските паметници, фонетиката, съвременната история, писането, етимологията и морфологията на монголския език. През 1969 г. публикува граматика на хамниган – вид монголски език.
Ринчен публикува статии за монголския шаманизъм, исторически езикови документи и фолклор.
Член е на Монголската академия на науките.
Умира през 1977 г. в Улан Батор. В негова чест е издигнат паметник на входа на Централната библиотека в Улан Батор.